# Can Traver (urbanització)
Can Traver és una urbanització a Bigues (poble del Vallès) que pren el nom de la masia de Can Traver, una de les masies històriques del poble, a la part central del terme municipal de Bigues i Riells del Fai. El seu territori s'estén en el vessant oriental del turó del Castell de Montbui i del Puig Alt de Viver, a la dreta del Tenes. És a llevant de la urbanització de Can Carreres, a migdia de la dels Manantials i al nord-oest de la de Font Granada, al sud-oest del Rieral de Bigues, actual centre neuràlgic del terme municipal. El 2018, aquest nucli tenia censats 449 veïns.